# Medasina
Medasina är ett släkte av fjärilar. Medasina ingår i familjen mätare.

## Dottertaxa tillMedasina, i alfabetisk ordning[1]
- Medasina acribomena
- Medasina albidaria
- Medasina albidentata
- Medasina amelina
- Medasina anepsia
- Medasina basistrigaria
- Medasina biundularia
- Medasina brevipennis
- Medasina celebensis
- Medasina cervina
- Medasina ceylonensis
- Medasina characta
- Medasina combustaria
- Medasina contaminata
- Medasina corticaria
- Medasina creataria
- Medasina dichroplagia
- Medasina differens
- Medasina dissimilis
- Medasina embolima
- Medasina fasciata
- Medasina firmilinea
- Medasina formosana
- Medasina fratercula
- Medasina fuliginosa
- Medasina gleba
- Medasina heliomena
- Medasina incursaria
- Medasina indentata
- Medasina infausta
- Medasina interlata
- Medasina interruptaria
- Medasina intricata
- Medasina jana
- Medasina javensis
- Medasina junctilinea
- Medasina lampasaria
- Medasina lasiochora
- Medasina leledaria
- Medasina leukohyperythra
- Medasina lignyodes
- Medasina livida
- Medasina longirama
- Medasina maculata
- Medasina mauraria
- Medasina maxima
- Medasina missionaria
- Medasina mucidaria
- Medasina nigrofusca
- Medasina nigrovittata
- Medasina nikkonis
- Medasina objectaria
- Medasina obliterata
- Medasina pallidimargo
- Medasina parallela
- Medasina parisnattei
- Medasina parvalbidaria
- Medasina pelia
- Medasina persimilis
- Medasina photina
- Medasina plagaria
- Medasina plagiaria
- Medasina plumosa
- Medasina polychroia
- Medasina pulverulenta
- Medasina quadrinotata
- Medasina reticulata
- Medasina scotosiaria
- Medasina sikkima
- Medasina similis
- Medasina stolidaria
- Medasina strixaria
- Medasina subdecorata
- Medasina subpicaria
- Medasina tapaica
- Medasina tapaicola
- Medasina tayulingensis
- Medasina telepompa
- Medasina tephrosiaria
- Medasina ugandaria
- Medasina vagans
- Medasina vandenberghi
- Medasina vinacea